# Gare de Val-de-Reuil
La gare de Val-de-Reuil est une gare ferroviaire française de la ligne de Paris-Saint-Lazare au Havre, située sur le territoire de la commune de Val-de-Reuil dans le département de l'Eure, en région Normandie.
Elle est créée et mise en service en 1978 par la Société nationale des chemins de fer français (SNCF) pour desservir la ville nouvelle de Val-de-Reuil. Les travaux pour sa restructuration et sa modernisation débutent en août 2014.
C'est une gare de la SNCF desservie par des trains grandes lignes Intercités et des trains express régionaux du réseau TER Normandie.

## Situation ferroviaire
Établie à 12 mètres d'altitude, la gare de Val-de-Reuil est située au point kilométrique (PK) 111,554 de la ligne de Paris-Saint-Lazare au Havre, entre les gares ouvertes de Saint-Pierre-du-Vauvray et de Pont-de-l'Arche. Elle est séparée de la seconde par la gare fermée de Léry - Poses.

## Histoire
La gare du « Vaudreuil-ville-nouvelle » est mise en service le 28 septembre 1978 par la Société nationale des chemins de fer français (SNCF) sur la ligne de Paris-Saint-Lazare au Havre. Création du bureau d'étude de la SNCF, elle dessert la ville nouvelle de Val-de-Reuil ; son emplacement en campagne à l'extérieur des constructions existantes est conforme à sa situation prévue sur le plan d'ensemble de 1978. Le programme prévoit à terme l'urbanisation autour de cette nouvelle gare à laquelle doit être ajoutée une gare routière pour les bus et les cars. Elle dispose d'un bâtiment voyageurs et d'une passerelle construits par l'entreprise A. Dodin.
Elle est renommée « Val-de-Reuil » après 2001.
En 2007, la gare est toujours isolée en campagne du fait de l'abandon de certaines extensions et notamment du quartier de la gare dans les années 1980.
Le 21 octobre 2008, Guillaume Pepy, président de la SNCF, rencontre en gare les partenaires du projet de modernisation de celle-ci pour signer une « lettre d'intention » permettant l'ouverture d'une étude technique du projet dont les objectifs sont : « améliorer les conditions de transport des voyageurs par la remise à niveau des installations existantes, la réhabilitation et l'agrandissement du parking, la création d'une aire de dépose-minute et d'une plateforme multimodale (bus, taxi) ; rendre la gare accessible aux personnes à mobilité réduite et enfin moderniser le hall d'accueil et y développer un nouvel espace de vente ».
Le 7 novembre 2011, le projet de modernisation de la gare est validé par le président de la région Haute-Normandie. Il s'inscrit dans un ensemble de projets, comprenant également la mise en accessibilité pour les personnes à mobilité réduite et la création d'un pôle d'échanges multimodal, pour un coût total de 7 850 000 euros pris en charge par les différents partenaires : Région Haute-Normandie (41 %), SNCF Gares & Connexions (28,5 %), Communauté d'agglomération Seine-Eure (CASE) (15,3 %), RFF (6,3 %), commune Val-de-Reuil (6,3 %) et département de l'Eure (2,5 %).

La gare en 2012 avant la rénovation
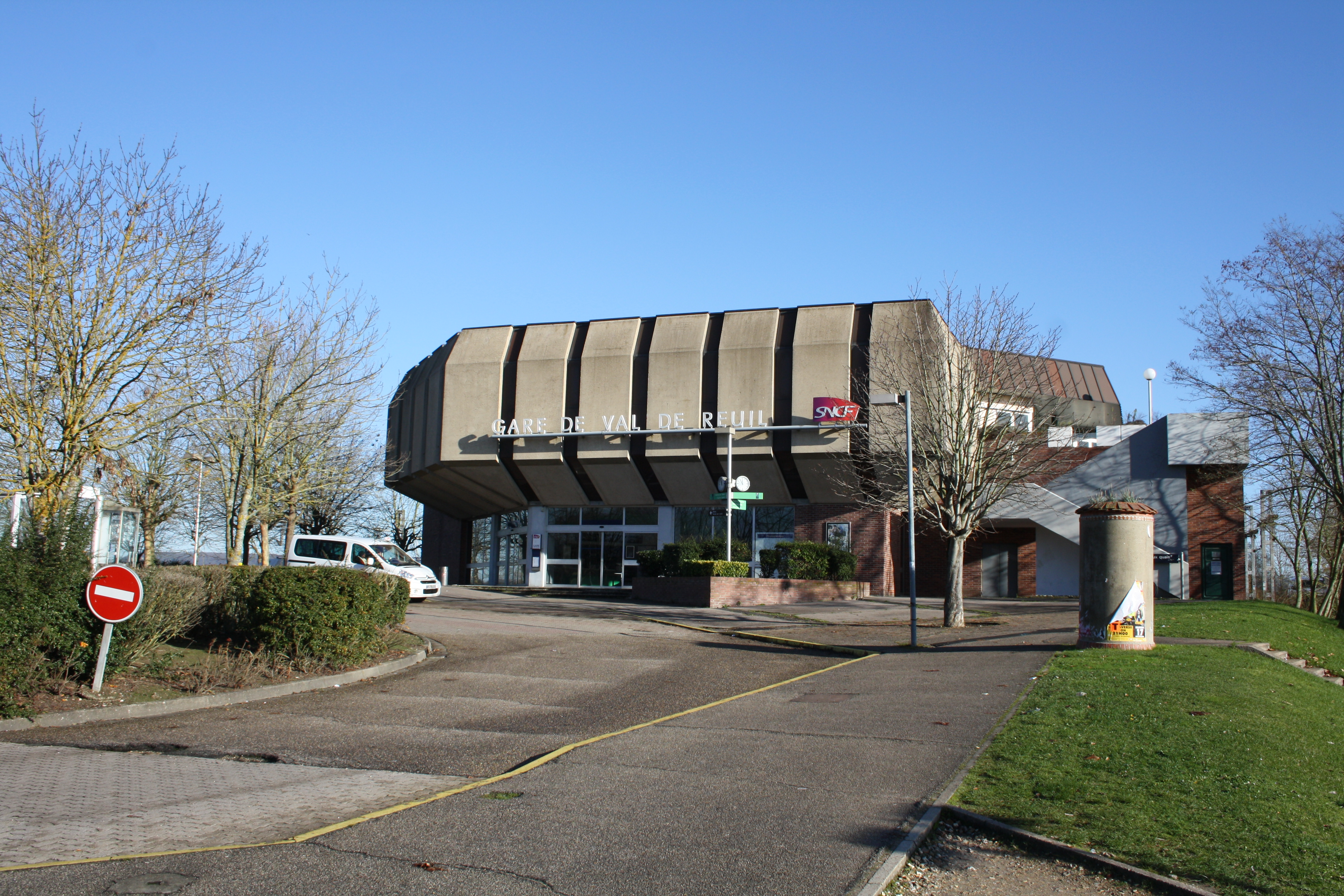
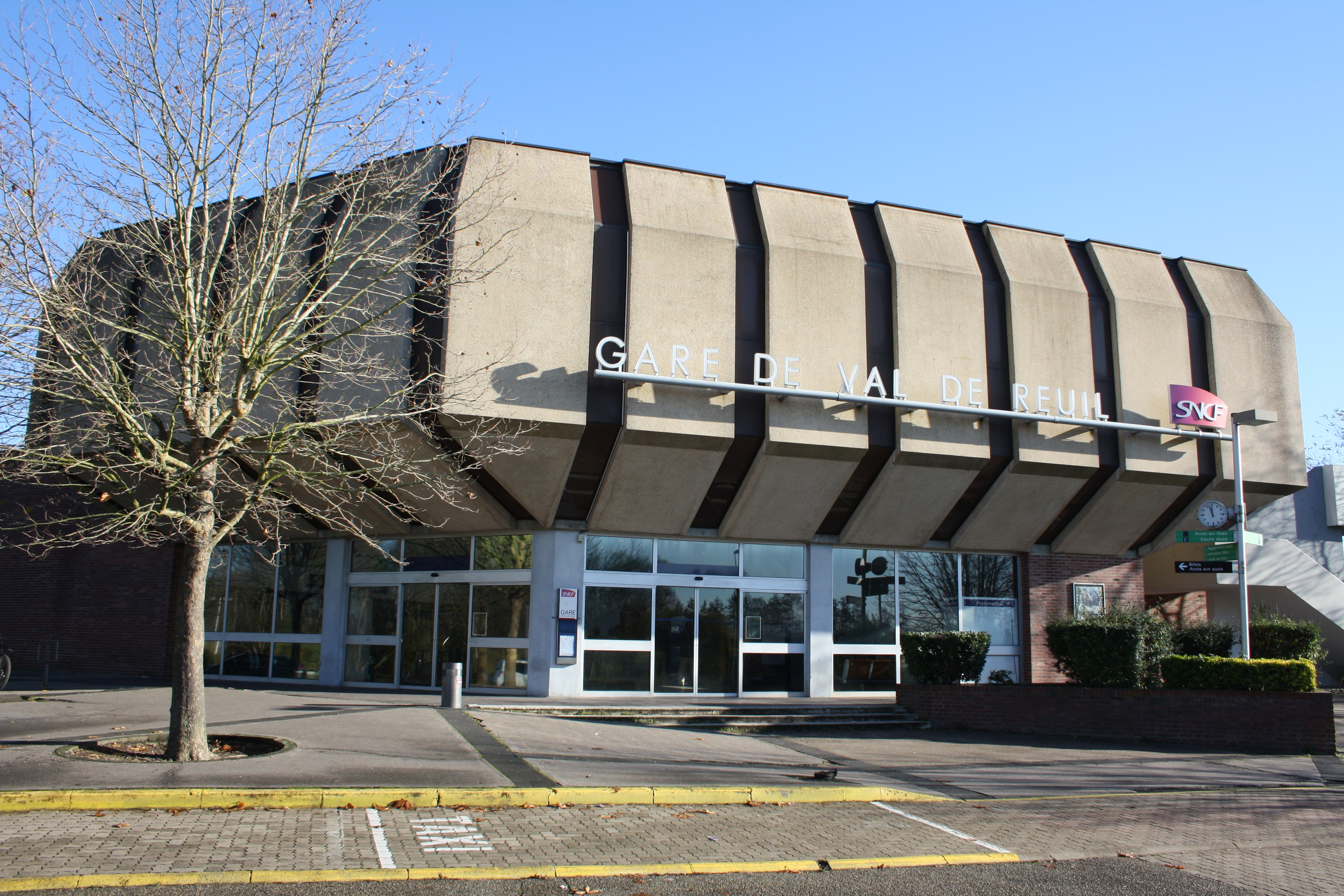
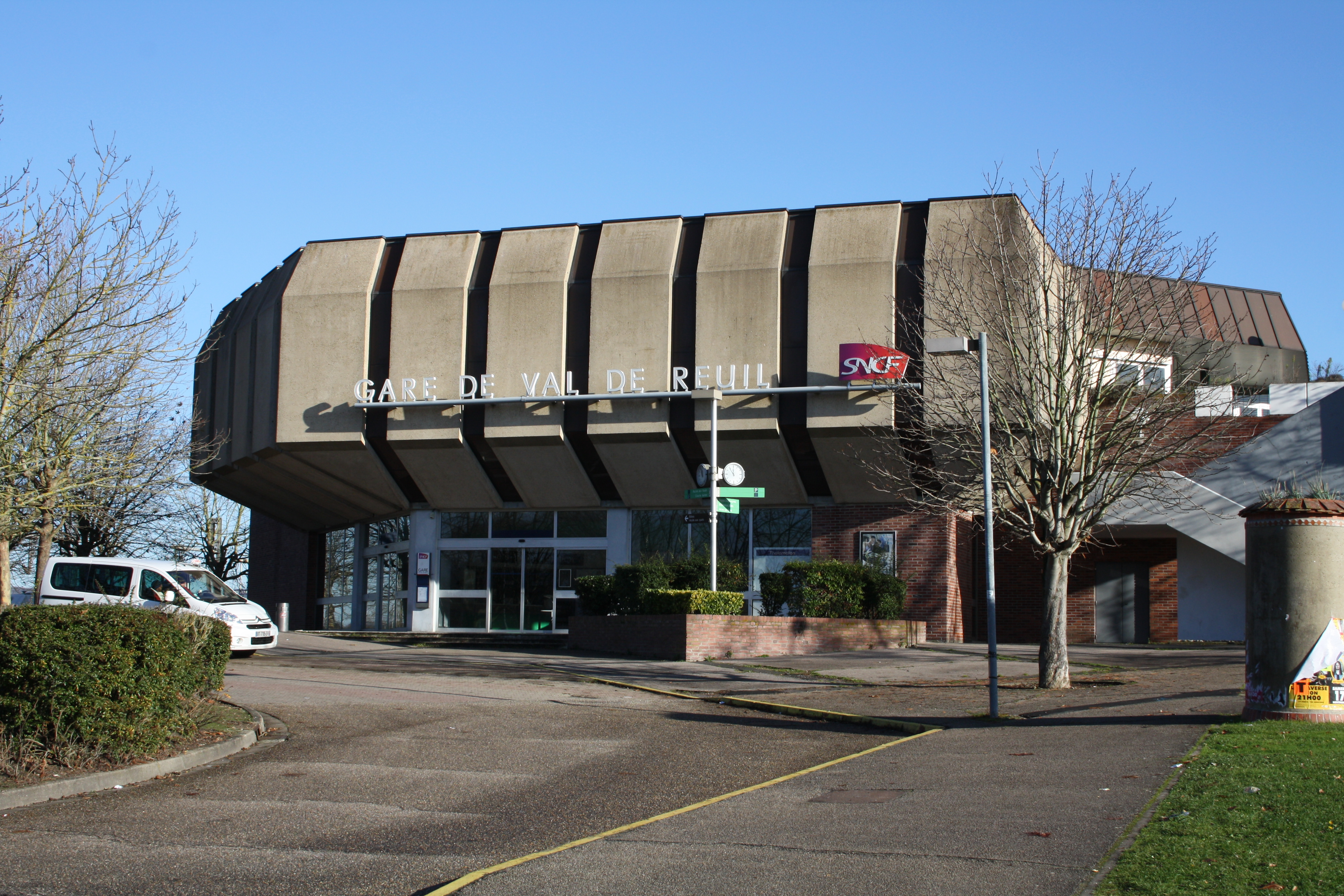

En 2014, c'est une gare voyageurs d'intérêt régional (catégorie B : la fréquentation est supérieure ou égale à 100 000 voyageurs par an de 2010 à 2011), qui dispose de deux quais, chacun d'une longueur utile de 328 m permettant la desserte des voies 1 et 2, d'une passerelle, d'un ascenseur et d'un abri. Les travaux de restructuration et modernisation de la gare débutent en septembre 2014 ; ils sont prévus pour se terminer vers la fin de l'année 2015. 
La gare réaménagée est ouverte en 2016.

## Fréquentation
De 2015 à 2023, selon les estimations de la SNCF, la fréquentation annuelle de la gare s'élève aux nombres indiqués dans le tableau ci-dessous.
| Année                      | 2015    | 2016    | 2017    | 2018    | 2019    | 2020    | 2021    | 2022    | 2023    |
| -------------------------- | ------- | ------- | ------- | ------- | ------- | ------- | ------- | ------- | ------- |
| Voyageurs                  | 495 465 | 488 066 | 528 758 | 478 731 | 553 671 | 332 982 | 408 042 | 552 133 | 633 271 |
| Voyageurs et non voyageurs | 619 331 | 610 082 | 660 947 | 598 414 | 692 089 | 416 228 | 510 053 | 690 167 | 791 589 |

## Service des voyageurs

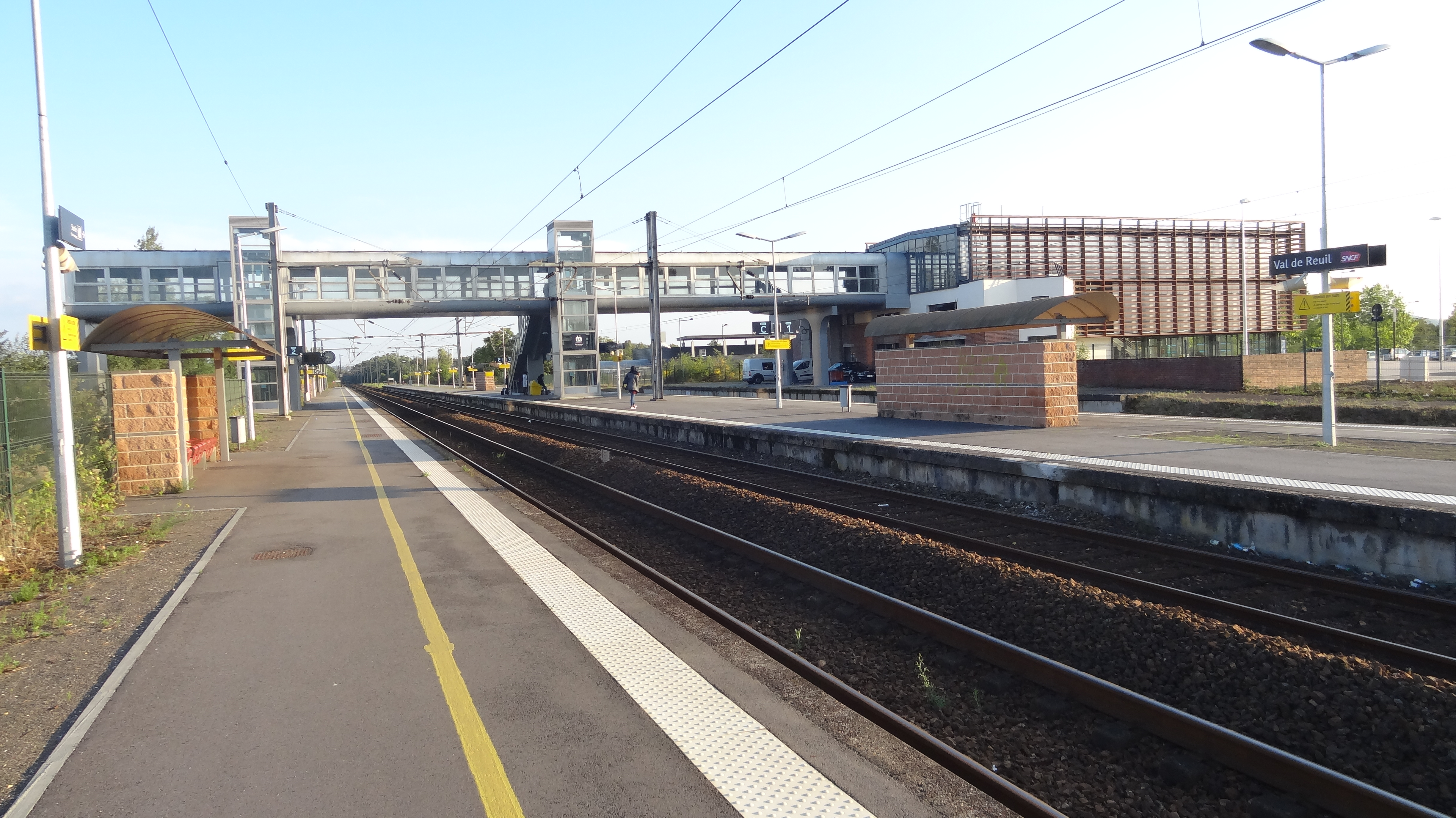
Quais de la gare, en septembre 2016.

### Accueil
Gare SNCF, elle dispose d'un bâtiment voyageurs, avec guichet, ouvert tous les jours. Elle est équipée d'automates pour l'achat de titres de transport TER.
Une passerelle, avec un ascenseur et deux escaliers, permet la traversée des voies et l'accès aux quais.

### Desserte
Val-de-Reuil est une gare grande ligne SNCF desservie par des trains Intercités de la relation Paris-Saint-Lazare - Rouen - Le Havre.
C'est également une gare voyageurs du réseau TER Normandie, desservie par des trains express régionaux de la relation Rouen - Val-de-Reuil - Vernon - Paris.

### Intermodalité
Un parking pour les véhicules (300 places) y est aménagé.
18 places de stationnement vélo abritées, ainsi qu'un abri sécurisé (accessible pour les abonnés) de même capacité sont située à proximité.
Une station de 8 vélos électriques en libre-service est également à disposition devant la gare

Elle est desservie par des bus du réseau urbain Semo, lignes C1, 2, 4, 5, 7, 8 et D1 et les cars du réseau Nomad, lignes 205 et 215.